# Hullamerevség
A hullamerevség vagy rigor mortis (latin) a halál egyik jele, amit az izmokban beálló kémiai változás okoz, amitől a holttest elmerevedik, és a testrészek mozgatása is nehezített. Enyhe hőmérsékleten a merevség kifejlődését a Nysten-szabály írja le. Eszerint 24 óra alatt merevedik meg a test, először az állkapocsízület, majd a törzs, a végtagok. 48 óra múltán kezd feloldódni a merevség és 72 óra múlva lesz teljes az elernyedés. A beállás időpontja néhány perc és több óra között változhat a környezet hőmérsékletétől függően.
A hullamerevség kémiai oka az adenozin-trifoszfát (ATP), a testmozgáshoz szükséges energiaforrás hidrolízise az izomszövetekben.
A hullamerevség különös szerepet játszik a húsfeldolgozásban, ahol meghatározza a húsfagyasztás időpontját. A húsiparban jól ismert jelenség, hogy ha a leölt állat húsát azonnal 15 °C alá hűtik, az izmok a hullamerevség miatt eredeti méretük egyharmadára ugranak össze, és a hús elveszíti víztartalmának nagy részét, vitamin-, protein-, és ásványi anyag-tartalmának nagy részével együtt. Éppen ezért a húsokat leölés után váltóárammal kezelik, ami teljesen kifogyasztja az ATP-raktárukat, és így véglegesen ellazítja őket, megakadályozva a jelenséget.